# Canal Pilot
El Canal Pilot (anteriorment anomenat Canal Events i més tard Canal Aux) va ser un canal creat per Televisió de Catalunya per tal de provar i demostrar les novetats del sistema d'emissió digital, com la imatge en 16:9, el Dolby Digital o la interactivitat.

## Programació
Fins a l'agost de 2003, TVC va usar aquest canal, que va deixar lliure TVC SAT quan va deixar d'emetre a la TDT el 21 de juliol de 2003, per a emetre proves de format panoràmic i Dolby Digital. A partir de llavors va emetre un molinet d'informació divulgativa de la televisió digital terrestre i des de finals d'octubre de 2003 fins al gener de 2004, aquest canal es va usar per a testejar entre els telespectadors digitals de TVC, la nova tecnologia i aplicacions MHP.
Les emissions es feien entre les 21:30 i les 0:30. i consistien en programes en simulcast amb TV3 però en qualitat 100% digital i emissió de programes en horari avançat a TV3. Alguns programes que es varen emetre varen ser: la pel·lícula dels dijous (en format panoràmic), el cor de la ciutat (en horari de vespre), APM.
Un cop acabada la prova pilot de la TDT, la programació diferenciada va continuar. Durant la marató de 2004, es va usar el canal com a canal temàtic de la marató, a on es varen poder veure continguts diferenciats de TV3, com el partit de futbol íntegre, diversos actes i galeria d'imatges de l'acte Dona la cara pel càncer.
Finalment, el 21 de novembre de 2005 va deixar d'emetre per donar pas a un bucle sense fi del canal 300, el qual començaria les seves emissions una setmana més tard.